# سفارة تونس لدى البرازيل
سفارة تونس لدى البرازيل هي البعثة الدبلوماسية لجمهورية تونس لدى جمهورية البرازيل الاتحادية، وتقع بالعاصمة برازيليا.